# Epatopatia congestizia
L'epatopatia congestizia, nota anche come fegato a noce moscata, congestione epatica passiva cronica, fegato da stasi è una disfunzione epatica dovuta ad una congestione venosa, solitamente conseguente a insufficienza cardiaca congestizia. All'esame macroscopico, il parenchima epatico appare "maculato" come un nocciolo di noce moscata grattugiata; le macchie scure rappresentano le venule epatiche dilatate e congestionate e le piccole vene epatiche. Le aree più chiare rappresentano il tessuto epatico circostante sano. Quando grave e persistente, la congestione epatica può portare a fibrosi e quindi alla cirrosi epatica; se la congestione è dovuta a insufficienza cardiaca destra, viene chiamata cirrosi cardiaca.